# Håkon Gundersen
Håkon Gundersen (ur. 18 września 1907, zm. 26 grudnia 1986 w Sarpsborgu) – norweski piłkarz grający na pozycji bramkarza. W swojej karierze rozegrał 2 mecze w reprezentacji Norwegii.

## Kariera klubowa
W swojej karierze piłkarskiej Gundersen grał w klubie Frigg Oslo FK.

## Kariera reprezentacyjna
W reprezentacji Norwegii Gundersen zadebiutował 26 lipca 1936 roku w wygranym 4:3 towarzyskim meczu ze Szwecją, rozegranym w Sztokholmie. W 1936 roku jako rezerwowy bramkarz zdobył brązowy medal na Igrzyskach Olimpijskich w Berlinie. W kadrze narodowej od 1936 do 1937 roku rozegrał 2 spotkania.